# Natural Another One
『Natural Another One』（ナチュラル アナザーワン）は、2003年9月26日にF&C FC03より発売された18禁恋愛アドベンチャーゲームである。NAOと略される場合もある。
本項では2005年10月28日にDreamSoftより発売された続編『Natural Another One 2nd -Belladonna-』についても記述する。

## Natural Another One
前作・前々作は選択肢によっては純愛ルート・奴隷モードがあったが、本作は基本的にハード路線がメインとなる。いわゆる抜きゲーに近い側面を持つが、ストーリーは比較的重厚である。

### 登場キャラクター
風早 薫（かざはや かおる）
本作の主人公でありプレイヤーの化身。外面が良く、予備校とはいえ講師らしく口調は非常に丁寧。才気に溢れ、周囲からの人望も厚い。しかし、自らの「乾き」を満たすために時に冷酷な振る舞いを見せる。
彼の家族は彼を出来の悪い男とみているようで、彼自身も同様に家族を蔑み、嫌っている。また、母違いの兄がいるが、母違いのためか非常に仲が悪い。
ゲーム開始時点で名前の変更が可能。
湖川 水緒（こがわ みなお）
声：成瀬未亜
主人公が勤める予備校の生徒。主人公のことが好きなあまりすすんで奴隷となる健気な少女。
牧瀬 遥（まきせ はるか）
声：YUKI
主人公の婚約者。お嬢様。幼いころから、叱られるためにわざとイタズラをするほどの筋金入りのマゾ。ただし、育ちの良さによって普段はその素振りを一切見せない。それが逆に彼女の中でその性癖をより大きくすることとなる。

### スタッフ
- シナリオ：素浪人
- 原画：蔓木鋼音
- 音楽：George Ohara
  - FANTASTIC KISS
    - 作詞：カンナユリ
    - 作曲：George Ohara
    - ボーカル：カンナユリ

## Natural Another One 2nd -Belladonna-
『Natural Another One 2nd -Belladonna-』（ナチュラル アナザーワン セカンド ベラドンナ）は2005年10月28日にDreamSoftから発売された18禁アドベンチャーゲームである。前作『Natural Another One』にあったダークな要素を更に強化し、オカルト的な要素も含めている。ヒロインが増えた分、Hシーンは増えているが、ストーリは大幅に重厚なものとなっている。
また、ヒロイン達のパラメータに「殺意」が追加されており、進め方によってはヒロインに殺されるというエンディングも存在する。
ちなみに、「ベラドンナ」とは、ナス科の有毒植物の名前に由来する。

### ストーリー (2nd)
かつて、「樹」と交際していた主人公「風早草平」。彼の所に、大学の理事である「八千草鉄男」が依頼を出した。その依頼とは、数日前に亡くなった自分の父「八千草隆三」と結婚していた樹に、遺産の相続を放棄させるよう説得するという物であった。

### 登場キャラクター (2nd)
風早 草平（かざはや そうへい）
2月3日生まれ。主人公。大学生だがあまり大学に顔は見せない。女性遍歴は多いが樹に関しては別れた後も特別視している。母違いの弟がいるが、母違いのためか非常に仲が悪い。
八千草 樹（やちぐさ いつき）
声：かわしまりの
12月3日生まれ。草平と昔交際していたが、家のために隆三の元へ嫁ぐ。そのため遺産相続順位の筆頭となっている。
硯 碧葉（すずり あおば）
声：風音
7月19日生まれ。八千草家に仕えるメイドで、現在は樹専属。草平に敵対的な言動をし、八千草家以外の人間に対し総じて物騒な態度をとることが多い。
八千草 響果（やちぐさ きょうか）
声：中家志穂
3月24日生まれ。隆三の娘である双子姉妹の姉。小さい頃の事故の影響で言葉を失っている。草平は表向きには彼女の家庭教師という立場。
八千草 蜜音（やちぐさ みつね）
声：中家菜穂
3月24日生まれ。隆三の娘である双子姉妹の妹。小さい頃の事故の影響で、明るいところでは目が見えない。
月原 美園（つきはら みその）
声：吉川華生
10月23日生まれ。大学の先輩。草平とは昔から複雑な関係。SとMを地で行く。
八千草 鉄男（やちぐさ てつお）
声：荒木幸男
10月20日生まれ。草平が通う大学の理事。隆三の長男であるため本来は相続順位は高いはずだが実際は違うようだ。
八千草 隆三（やちぐさ りゅうぞう）
声：高岡政人
数日前に亡くなった、八千草グループの当主。妻を亡くした後、晩年は樹と結婚していた。

### スタッフ (2nd)
- 原画：蔓木鋼音
- シナリオ：巳無月、素浪人、弘森魚
- 音楽：DOORS MUSIC ENTERTAINMENT
  - OP：ベラドンナ -Atoropa belladonna-
    - 作詞：REICO
    - 作曲：HAJIMEX、REICO
    - ボーカル：A Bone feat. MAKI

  - ED：朱い花、蒼い花
    - 作詞：REICO
    - 作曲：REICO
    - ボーカル：rie